# Herlin Riley
Herlin Riley (15. februar 1957 i New Orleans Louisiana USA) er en amerikansk jazz-trommeslager. 
Riley spiller i Neo-bop-jazztraditionen i den New York-baserede gruppe The Lincoln Center Jazz Orchestra. Han fik sit gennembrud i 1984 i Ahmad Jamals trio. Han forlod gruppen i 1987, og spillede så med Wynton Marsalis til dennes gruppe opløstes i 1994. Han har indspillet med Dr. John, George Benson og Harry Connick Jr.